# ギンレイホール
ギンレイホール (Ginrei Hall) は、東京都新宿区神楽坂にあった映画館（名画座）。1974年（昭和49年）創業。館主は加藤忠、支配人は久保田芳未。

## 特色
東京に残る数少ない名画座で、旧作の2本立て興行を行っていた。年中無休。洋画、邦画を問わず上映したが、割合は洋画が多かった。
デジタルシネマ上映に対応していたが、かつて使用していたフィルム映写機も残してあり、「午前0時のフィルム映写会」と題したフィルム上映会を定期的に開いていた。館主の加藤は映写機の収集活動もしているため、全国でフィルム上映イベントを開いている。
特徴的なサービスとして、1997年から「ギンレイ・シネマクラブ」と題した年間パス制度を設けていた。1万円で年間パスを購入すると1年間見放題になる制度であり、観客全体の6 - 7割がシネマクラブ会員であった。シネマクラブは「サブスクリプション運用の先駆け」とされることがある。
映画監督の森田芳光が若い頃に同館でアルバイトをしていたことがあり、場内で喋っている客に注意したというエピソードがある。

## 歴史
神楽坂には1953年（昭和28年）1月から銀鈴座という映画館があったが、1958年（昭和33年）12月25日に火災で焼失した。1960年（昭和35年）、同じ場所に地上6階・地下1階建ての銀鈴会館ビルが竣工し、1階には千葉商事による映画館の銀鈴ホールが入った。1974年（昭和49年）には経営者が千葉商事から鈴木幸長に交代し、銀鈴ホールからギンレイホールに改称して名画座となった。ギンレイホールはこの1974年を創業（創立）年としている。
2011年（平成23年）ごろに久保田芳未が支配人に就任した。地下1階には成人映画館の飯田橋くらら劇場があったが、飯田橋くらら劇場は2016年（平成28年）5月に閉館した。
2020年（令和2年）に新型コロナウイルス感染症が全国的に流行し始めると、政府による緊急事態宣言を受けて同年4月8日から6月5日まで2か月間休館。再開後はクラウドファンディングによって名画座の灯を守る活動を行い、2か月で21,886,300円を集めたが、銀鈴会館ビルの老朽化によりビル自体の建て替えが決定したため、2022年（令和4年）11月27日をもって銀鈴会館ビルでの営業を終了した。
別の場所に移転・再開館し営業を継続する計画であるが、銀鈴会館ビルが2024年末までに解体され更地となった後も移転先や営業再開の発表はされていない。

## データ
- 所在地 - 東京都新宿区神楽坂2-19
- 客席数 - 206席（かつては250席[5]）
- 入場料 - 一般・1,500円、学生・1,200円、シニア・子供・1,000円（2020年4月時点）